# Valverde (Teruel)
Valverde es una localidad española perteneciente al municipio turolense de Calamocha, en la comunidad autónoma de Aragón.

## Historia
El origen del pueblo se remonta hasta la Reconquista. Según Julián Miguel Ortega Ortega esta aldea fue fundada en tierras de la anterior aldea de Pardiellos.
No es mencionada en la adjudicación de diezmos y primicias de Ramón de Castrocol de 1205 y Pascual Diarte Lorente opina que fue fundada después de ese año como núcleo de repoblación, con un nombre sugerente para atraer pobladores como "Cuenca Buena", "Fuente Buena", "Villa Dolz", etcétera.
En el "Libro de manifestación del morabetín de las aldeyas de la Comunidad de Daroca" de 1373 llaman a la aldea Valverde o Vallvierde. Fue parte de la Sesma de Barrachina de la Comunidad de Daroca. Desde la Edad Media estuvo incorporada a la Comunidad de Aldeas de Daroca. Después de su disolución, en 1834 pasó a formar parte del partido judicial de Calamocha.
A mediados del siglo XIX, el lugar, por entonces con ayuntamiento propio, contaba con una población censada de 145 habitantes. La localidad aparece descrita en el decimoquinto volumen del Diccionario geográfico-estadístico-histórico de España y sus posesiones de Ultramar de Pascual Madoz de la siguiente manera:

VALVERDE: l. con ayunt. en la prov. de Teruel (10 leg ), part. jud. de Calamocha (2), dióc. y aud. terr. de Zaragoza y c. g. de Aragon. sit. en terr. llano en la parte meridional de la sierra de la Pelarda á una leg. de distancia, cuyo clima no es muy frio. Tiene unas 40 casas de mediana construccion sin nada en ellas notable; igl. parr. (Ntra. Sra. de la Asuncion) servida por un cura de entrada y de provision ordinaria y un cementerio pequeño. Confina el térm. por el N. con los de Cuencabucina y Bea; E. Collados; S. Olalla y Lechago, y O. Luco; nacen en él varios manantiales de cuyas aguas usan los vec. aprovechando las sobrantes en el riego de varios huertecillos y cañamares. El terreno es de mediana calidad y bastante barrancoso. Los caminos comunican a los pueblos limítrofes. El correo se recibe de la cab. del part. jud. prod.: trigo, cebada, centeno, avena, cáñamo y algunas verduras; hay ganado lanar y cabrio y caza de conejos y perdices. pobl.: 36 vec., 145 almas. riqueza imp.: 31,377 rs.
(Madoz, 1849, pp. 497-498)

En 1971 perdió su independencia administrativa al integrarse, junto con diez localidades más, en el municipio de Calamocha. Los fondos documentales del antiguo municipio fueron trasladados en 1991 al archivo municipal de Calamocha.
El municipio también contó con un juzgado de paz, que se disolvió cuando el municipio dejó de existir, y una Cámara Agraria Local, que fue cerrada en 1997.

## Demografía
| Gráfica de evolución demográfica de Valverde entre 1842 y 1970 |
| |
| Población de derecho según los censos de población del INE Población de hecho según los censos de población del INEEn este censo se denominaba Valverde y Collados: 1920 Entre el censo de 1857 y el anterior, crece el término del municipio porque incorpora a 44081 (Collados) Entre el censo de 1930 y el anterior, disminuye el término del municipio porque independiza a 44081 (Collados) Entre el censo de 1981 y el anterior, este municipio desaparece porque se integra en el municipio 44050 (Calamocha) |